# Liste der Kulturdenkmäler in Bad Camberg

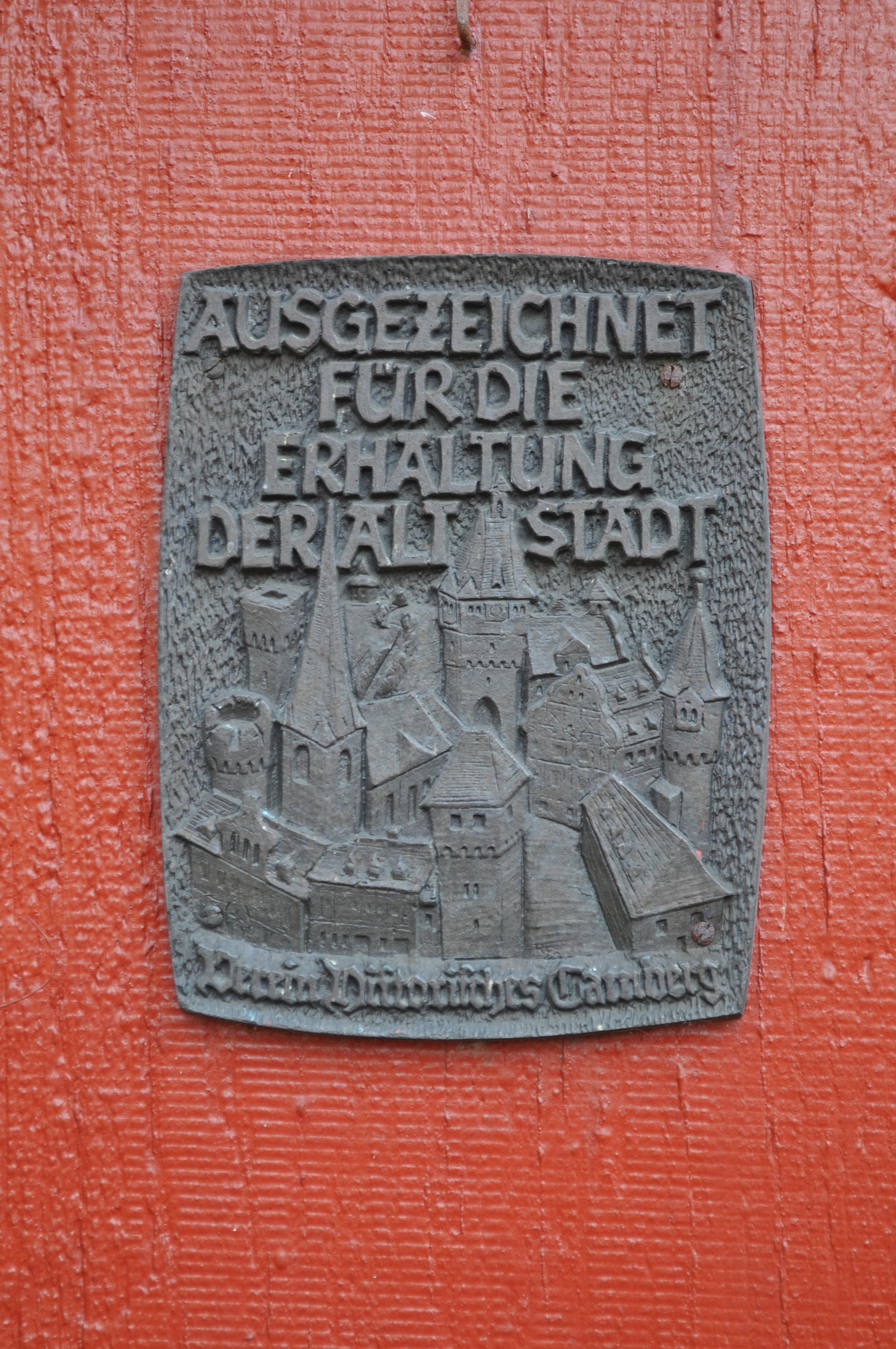
Plakette zur vorbildlichen Sanierung in Bad Camberg

Die folgende Liste enthält die in der Denkmaltopographie ausgewiesenen Kulturdenkmäler auf dem Gebiet  der  Stadt Bad Camberg, Landkreis Limburg-Weilburg, Hessen.
Hinweis: Die Reihenfolge der Denkmäler in dieser Liste orientiert sich zunächst an Stadtteilen und anschließend der Anschrift, alternativ ist sie auch nach der Bezeichnung, der vom Landesamt für Denkmalpflege vergebenen Nummer oder der Bauzeit sortierbar.
Kulturdenkmäler werden fortlaufend im Denkmalverzeichnis des Landes Hessen durch das Landesamt für Denkmalpflege Hessen auf Basis des Hessischen Denkmalschutzgesetzes (HDSchG) geführt. Die Schutzwürdigkeit eines Kulturdenkmals hängt nicht von der Eintragung in das Denkmalverzeichnis des Landes Hessen oder der Veröffentlichung in der Denkmaltopographie ab.

## Kulturdenkmäler nach Ortsteilen

### Bad Camberg (Kernstadt)
Karte mit allen Koordinaten des Stadtteils Bad Camberg: OSM
| Bild                                                     | Bezeichnung                                              | Lage | Beschreibung | Bauzeit                | Objekt-Nr. |
| -------------------------------------------------------- | -------------------------------------------------------- | --- | --- | ---------------------- | ---------- |
| Gesamtanlage                                             | Gesamtanlage                                             | Gesamtanlage Bad Camberg Lage | Die Gesamtanlage folgt eng dem Verlauf der ehemaligen Stadtmauer. Grenzen sind im Norden die Eichbornstraße, im Südwesten die Bundesstraße 8 und Mauergasse, im Osten die Weißerdstraße und im Süden der Kurpark. |                        | 50319 DDB  |
| weitere Bilder                                           | Ehemaliges Liebersche´s Anwesen                          | Alt-Oranischer-Platz 6, Obertorstraße, Mauergasse 5, Mauergasse, Am Kurpark, Alt-Oranischer-Platz LageFlur: 21, 43, Flurstück: 101, 122, 123/1, 337/5, 94/1, 68/1, 72/1 | | Ende 19. Jahrhundert   | 50321 DDB  |
| weitere Bilder                                           | Ehemalige Hohenfeldkapelle (Stadtmuseum)                 | Am Amthof o. Nr. LageFlur: 21, Flurstück: 93 | | 1656 bis 1666          | 50453 DDB  |
| weitere Bilder                                           | Alte Amtsapotheke                                        | Am Amthof 4 LageFlur: 21, Flurstück: 98/1 | |                        | 161992 DDB |
| Wappenstein                                              | Wappenstein                                              | Am Amthof 4 LageFlur: 21, Flurstück: 97/3, 98/1 | 1926 wurde der Wappenstein in die neue Hofmauer der Amtsapotheke eingelassen. Es handelt sich um einen Bogenstein mit eingetieftem Spiegel und den Wappen Kurtriers und Nassau-Oraniens | 1743                   | 50322 DDB  |
| weitere Bilder                                           | Ehemaliger Amthof                                        | Am Amthof 13/15, Am Amthof LageFlur: 21, Flurstück: 334/3, 85/5 | | 1625 bis 1675          | 50323 DDB  |
| weitere Bilder                                           | Jüdischer Friedhof                                       | Am Kapellenweg o. Nr. LageFlur: 43, Flurstück: 187 | | Anfang 20. Jahrhundert | 50396 DDB  |
| Ehemaliges Küsterhaus (bei der Kreuzkapelle)             | Ehemaliges Küsterhaus (bei der Kreuzkapelle)             | An der Kreuzkapelle o. Nr. LageFlur: 34, Flurstück: 6/2 | |                        | 50519 DDB  |
| weitere Bilder                                           | Stadtmauer                                               | Bächelsgasse, Strackgasse 2, 2a, Rosengasse, Mauergasse 1, 3, Mauergasse, Kirchgasse 3, 5, 7, 11, Hirtengasse 6, Hainstraße, Guttenbergplatz 2, Guttenbergplatz, Grabenstraße 2, Eichbornstraße, Bächelsgasse 3 LageFlur: 21, Flurstück: 116/1, 118/1, 119/1, 120/1, 123/1, 140/2, 141/1, 144/1, 146/1, 179, 180/9, 190/2, 192, 197/1, 198, 199, 206/1, 207/1, 215/1, 225, 289, 320 | |                        | 50320 DDB  |
| weitere Bilder                                           |                                                          | Bächelsgasse 1, Bächelsgasse LageFlur: 21, Flurstück: 193, 196 | | 1675 bis 1725          | 50325 DDB  |
|                                                          |                                                          | Bächelsgasse 4, 4a LageFlur: 21, Flurstück: 46, 47, 48 | |                        | 50326 DDB  |
|                                                          |                                                          | Bächelsgasse 6, 8, Bächelsgasse LageFlur: 21, Flurstück: 49, 50, 53 | |                        | 50327 DDB  |
| Wohnhaus                                                 | Wohnhaus                                                 | Bächelsgasse 7 LageFlur: 21, Flurstück: 201 | | 1695 bis 1705          | 50328 DDB  |
|                                                          |                                                          | Bächelsgasse 16 LageFlur: 21, Flurstück: 58 | |                        | 50346 DDB  |
| Wohnhaus                                                 | Wohnhaus                                                 | Bächelsgasse 19, Bächelsgasse 17 LageFlur: 21, Flurstück: 238, 239 | | 1625 bis 1675          | 50329 DDB  |
|                                                          |                                                          | Bahnhofstraße 1 LageFlur: 21, Flurstück: 442 | | 1875 bis 1925          | 50350 DDB  |
|                                                          |                                                          | Bahnhofstraße 3 LageFlur: 21, Flurstück: 443 | | Ende 19. Jahrhundert   | 50352 DDB  |
|                                                          |                                                          | Bahnhofstraße 16 LageFlur: 21, Flurstück: 459/2 | | 1892                   | 50353 DDB  |
|                                                          |                                                          | Bahnhofstraße 19 LageFlur: 26, Flurstück: 10/2 | | Anfang 19. Jahrhundert | 50355 DDB  |
| Villa                                                    | Villa                                                    | Bahnhofstraße 23 LageFlur: 19, Flurstück: 214/2 | | 1903                   | 50359 DDB  |
|                                                          |                                                          | Bahnhofstraße 25 LageFlur: 19, Flurstück: 247/1 | | 1885                   | 50356 DDB  |
| Kleinvilla                                               | Kleinvilla                                               | Bahnhofstraße 28 LageFlur: 19, Flurstück: 133/5 | |                        | 50360 DDB  |
| Ehemaliges Forstamt                                      | Ehemaliges Forstamt                                      | Bahnhofstraße 48 LageFlur: 19, Flurstück: 20/2 | | 1900 bis 1910          | 50362 DDB  |
| weitere Bilder                                           | Evangelische Pfarrkirche und Pfarrhaus                   | Burgstraße 28 LageFlur: 44, Flurstück: 23 | | 1897                   | 50365 DDB  |
| weitere Bilder                                           | Bahnhof                                                  | Caspar-Hofmann-Platz 1 LageFlur: 19, Flurstück: 3/25 | | 1874                   | 924315 DDB |
| Rathaus                                                  | Rathaus                                                  | Chambray-lès-Tours-Platz 1 LageFlur: 21, Flurstück: 97/3 | | 1860                   | 50324 DDB  |
| weitere Bilder                                           | Kreuzigungsgruppe                                        | Eichbornstraße 2 LageFlur: 21, Flurstück: 188/1 | | 1768                   | 50366 DDB  |
|                                                          |                                                          | Frankfurter Straße 1 LageFlur: 21, Flurstück: 182 | | 1855 bis 1865          | 50367 DDB  |
|                                                          |                                                          | Frankfurter Straße 3 LageFlur: 21, Flurstück: 181 | | 1879                   | 50370 DDB  |
| weitere Bilder                                           |                                                          | Frankfurter Straße 6 LageFlur: 21, Flurstück: 435/1 | | Ende 19. Jahrhundert   | 50369 DDB  |
| weitere Bilder                                           | Schule für Hörbehinderte                                 | Frankfurter Straße 15 LageFlur: 21, Flurstück: 387/3 | | 1903                   | 50373 DDB  |
| weitere Bilder                                           | Ehemaliges Amtsgericht und Amtsgefängnis                 | Frankfurter Straße 17 LageFlur: 21, Flurstück: 374/1 | | 1912                   | 50376 DDB  |
|                                                          |                                                          | Frankfurter Straße 20 LageFlur: 21, Flurstück: 425/1 | | 1885                   | 50380 DDB  |
| Straßenkreuz                                             | Straßenkreuz                                             | Frankfurter Straße (B 8) (vor Nr. 26) LageFlur: 21, Flurstück: 428/33 | | 1739                   | 50377 DDB  |
| Gedenkstein                                              | Gedenkstein                                              | Gisbert-Lieber-Straße 1, 1a LageFlur: 29, Flurstück: 5/8 | |                        | 50384 DDB  |
| weitere Bilder                                           | Ehemaliges Bürgerhospital                                | Gisbert-Lieber-Straße 1, 1a LageFlur: 29, Flurstück: 5/8 | | 1861                   | 50382 DDB  |
| Wohnhaus                                                 | Wohnhaus                                                 | Grabenstraße 1 LageFlur: 21, Flurstück: 23/1 | | 1595 bis 1605          | 50386 DDB  |
|                                                          |                                                          | Grabenstraße 2 LageFlur: 21, Flurstück: 118/1 | | 1875 bis 1925          | 50389 DDB  |
| weitere Bilder                                           | Wohnhaus                                                 | Grabenstraße 5 LageFlur: 21, Flurstück: 18/1 | | 1695 bis 1705          | 50387 DDB  |
| Wohnhaus                                                 | Wohnhaus                                                 | Grabenstraße 7 LageFlur: 21, Flurstück: 17/1 | | 1695 bis 1705          | 50390 DDB  |
| Guttenberger Hof                                         | Guttenberger Hof                                         | Guttenbergplatz 1 LageFlur: 21, Flurstück: 152/2 | Seit 1471 ist der ehemalige Gutshof, einer der ältesten Adelssitze in der Stadt, im Besitz der Familie von Hattstein. Später gelangte der Hof in den Besitz der Familie von Guttenberg. Das Hauptgebäude wurde 1542 dicht an der Stadtmauer. Die Sanierung setzte Haupthaus in seine ursprüngliche Fachwerkbauweise zurück. | 1501 bis 1551          | 50392 DDB  |
| Ehemalige Hirtenhäuser                                   | Ehemalige Hirtenhäuser                                   | Hirtengasse 2, 4, 6, Hirtengasse LageFlur: 21, Flurstück: 320, 321, 322, 323 | | Ende 17. Jahrhundert   | 50394 DDB  |
| weitere Bilder                                           | Jüdischer Friedhof                                       | Kapellenstraße o. Nr. LageFlur: 43, Flurstück: 208 | | 1908                   | 50397 DDB  |
|                                                          |                                                          | Kirchgasse 1 LageFlur: 21, Flurstück: 177 | | 1745 bis 1755          | 50399 DDB  |
| Wohnhaus                                                 | Wohnhaus                                                 | Kirchgasse 3 LageFlur: 21, Flurstück: 179 | | 1717                   | 50401 DDB  |
| Ehemalige Schule                                         | Ehemalige Schule                                         | Kirchgasse 5 LageFlur: 21, Flurstück: 180/9 | | 1820                   | 50402 DDB  |
| weitere Bilder                                           | Katholische Pfarrkirche St. Peter und Paul               | Kirchgasse 7 LageFlur: 21, Flurstück: 190/2 | |                        | 50418 DDB  |
| Wohnhaus                                                 | Wohnhaus                                                 | Kirchgasse 8 LageFlur: 21, Flurstück: 36/2 | | 1625 bis 1675          | 50420 DDB  |
| Wohnhäuser                                               | Wohnhäuser                                               | Kirchgasse 10, 12 LageFlur: 21, Flurstück: 38/1, 39/2 | | Anfang 18. Jahrhundert | 50422 DDB  |
|                                                          |                                                          | Kirchgasse 11 LageFlur: 21, Flurstück: 192 | |                        | 50424 DDB  |
| Katholische Kreuzkapelle (Wallfahrtskirche) und Kreuzweg | Katholische Kreuzkapelle (Wallfahrtskirche) und Kreuzweg | Kreuzkapelle o. Nr. LageFlur: 33, Flurstück: 3/1 | | 1683                   | 50517 DDB  |
|                                                          |                                                          | Lahnstraße 2 LageFlur: 20, Flurstück: 108 | | 1875 bis 1925          | 50426 DDB  |
|                                                          |                                                          | Lahnstraße 5 LageFlur: 19, Flurstück: 165 | | 1895 bis 1905          | 50429 DDB  |
| Wohn- und Geschäftshaus                                  | Wohn- und Geschäftshaus                                  | Limburger Straße 2, Limburger Straße (B 8) LageFlur: 21, Flurstück: 184/1, 476/4 | | 1888                   | 50430 DDB  |
|                                                          |                                                          | Limburger Straße 8 LageFlur: 29, Flurstück: 204 | | 1895 bis 1905          | 50432 DDB  |
| Wohn- und Geschäftshaus                                  | Wohn- und Geschäftshaus                                  | Marktplatz 1 LageFlur: 21, Flurstück: 76 | | 1460 bis 1470          | 50436 DDB  |
|                                                          |                                                          | Marktplatz 2 LageFlur: 21, Flurstück: 12/1 | | 1676                   | 50440 DDB  |
| weitere Bilder                                           | Tiefenbach-Haus                                          | Marktplatz 4 LageFlur: 21, Flurstück: 13/1 | | 1592                   | 50438 DDB  |
|                                                          |                                                          | Marktplatz 7 LageFlur: 21, Flurstück: 241/1 | | Anfang 17. Jahrhundert | 50347 DDB  |
| weitere Bilder                                           |                                                          | Marktplatz 7 LageFlur: 21, Flurstück: 241/1 | | 1725 bis 1775          | 50441 DDB  |
| weitere Bilder                                           |                                                          | Marktplatz 9 LageFlur: 21, Flurstück: 243 | |                        | 50444 DDB  |
| weitere Bilder                                           | Wohn- und Geschäftshaus                                  | Marktplatz 11 LageFlur: 21, Flurstück: 244 | | 1695 bis 1705          | 50446 DDB  |
| weitere Bilder                                           | Ehemaliges Rathaus                                       | Marktplatz 13 LageFlur: 21, Flurstück: 246/1 | | 1827                   | 50448 DDB  |
| weitere Bilder                                           | Kreuzweg                                                 | Meßflecken, Kapellenstraße, In der Schlink, Am Kapellenweg LageFlur: 33, 42, 43, Flurstück: 2/3, 38, 45, 53, 10, 4, 209/2 | Die Sieben Fußfälle sind ein um das Jahr 1700 angelegte Kreuzweg zwischen dem Friedhof von Bad Camberg und der Kreuzkapelle. |                        | 50512 DDB  |
| weitere Bilder                                           |                                                          | Neumarkt 3, Neumarkt LageFlur: 21, Flurstück: 131/1, 132 | | 1845 bis 1855          | 50451 DDB  |
| weitere Bilder                                           | Obertorturm                                              | Obertorstraße o. Nr. LageFlur: 21, Flurstück: 334/1 | | 1360 bis 1370          | 50461 DDB  |
| weitere Bilder                                           | Wohnhaus                                                 | Pfarrgasse 1 LageFlur: 21, Flurstück: 36 | | 1673                   | 50468 DDB  |
| Wohnhaus                                                 | Wohnhaus                                                 | Pfarrgasse 3 LageFlur: 21, Flurstück: 35/3 | | 1555 bis 1565          | 50470 DDB  |
| weitere Bilder                                           | Wohnhaus                                                 | Pfarrgasse 7/7a LageFlur: 21, Flurstück: 34 | | 1707                   | 50472 DDB  |
| Wohnhaus                                                 | Wohnhaus                                                 | Pfarrgasse 13 LageFlur: 21, Flurstück: 31 | | Ende 17. Jahrhundert   | 50484 DDB  |
| weitere Bilder                                           | Votivbilder                                              | Rosengasse 1 LageFlur: 21, Flurstück: 285 | | 1762                   | 50482 DDB  |
|                                                          |                                                          | Rotezäunstraße 8 LageFlur: 19, Flurstück: 234/3 | |                        | 50486 DDB  |
| Wohnhaus                                                 | Wohnhaus                                                 | Schmiedgasse 2 LageFlur: 21, Flurstück: 156/2 | |                        | 50489 DDB  |
| Wohnhaus                                                 | Wohnhaus                                                 | Schmiedgasse 6 LageFlur: 21, Flurstück: 154 | | 1704                   | 50490 DDB  |
| weitere Bilder                                           | Untertorturm                                             | Strackgasse 3 LageFlur: 21, Flurstück: 176 | |                        | 68993 DDB  |
|                                                          |                                                          | Strackgasse 3, 1, Strackgasse LageFlur: 21, Flurstück: 176, 178/1, 29/6 | |                        | 50495 DDB  |
| Wohnhaus                                                 | Wohnhaus                                                 | Strackgasse 4 LageFlur: 21, Flurstück: 164/1 | | 1695 bis 1705          | 50499 DDB  |
| Wohnhaus                                                 | Wohnhaus                                                 | Strackgasse 8 LageFlur: 21, Flurstück: 162 | | 1725 bis 1775          | 50497 DDB  |
| Wohnhaus                                                 | Wohnhaus                                                 | Strackgasse 10 LageFlur: 21, Flurstück: 161 | |                        | 50502 DDB  |
| Wohn- und Geschäftshaus                                  | Wohn- und Geschäftshaus                                  | Strackgasse 14 LageFlur: 21, Flurstück: 159/2 | |                        | 50504 DDB  |
| Wohn- und Geschäftshaus                                  | Wohn- und Geschäftshaus                                  | Strackgasse 16 LageFlur: 21, Flurstück: 5/1 | |                        | 50508 DDB  |
| Wohn- und Geschäftshaus                                  | Wohn- und Geschäftshaus                                  | Strackgasse 22/24, Strackgasse LageFlur: 21, Flurstück: 9, 10, 11 | | 1537                   | 50510 DDB  |

### Dombach
Karte mit allen Koordinaten des Stadtteils Dombach: OSM
| Bild            | Bezeichnung                          | Lage                                           | Beschreibung | Bauzeit              | Objekt-Nr. |
| --------------- | ------------------------------------ | ---------------------------------------------- | ------------ | -------------------- | ---------- |
| weitere Bilder  | Katholische Pfarrkirche St. Wendelin | Hauptstraße o. Nr. LageFlur: 16, Flurstück: 39 |              | 1876                 | 50534 DDB  |
|                 |                                      | Hauptstraße 12 LageFlur: 16, Flurstück: 54     |              | 1725 bis 1775        | 50531 DDB  |
| weitere Bilder  | Alte Rathausschule                   | Hauptstraße 14 LageFlur: 16, Flurstück: 55/1   |              | 1757                 | 50533 DDB  |
|                 |                                      | Hauptstraße 19 LageFlur: 15, Flurstück: 57/2   |              | Ende 18. Jahrhundert | 50541 DDB  |
|                 |                                      | Hauptstraße 20 LageFlur: 15, Flurstück: 33     |              | 1895 bis 1905        | 50542 DDB  |
| Bild gesucht BW |                                      | Hauptstraße 21 LageFlur: 15, Flurstück: 56/1   |              | 1725 bis 1775        | 50544 DDB  |
|                 |                                      | Hintergasse 4 LageFlur: 16, Flurstück: 41      |              | 1695 bis 1705        | 50547 DDB  |

### Erbach
Karte mit allen Koordinaten des Stadtteils Erbach: OSM
| Bild                   | Bezeichnung                                 | Lage                                                                                           | Beschreibung | Bauzeit                | Objekt-Nr. |
| ---------------------- | ------------------------------------------- | ---------------------------------------------------------------------------------------------- | --- | ---------------------- | ---------- |
| Gesamtanlage           | Gesamtanlage                                | Gesamtanlage Erbach Lage                                                                       | Die Gesamtanlage Erbach umfasst die Nordseite der Limburger- und Erlenbachstraße sowie auf der Südseite die Limburger Straße 153 bis 163 |                        | 50548 DDB  |
|                        |                                             | Erlenbachstraße 21 LageFlur: 14, Flurstück: 175/2                                              | | 1725 bis 1775          | 50573 DDB  |
| weitere Bilder         |                                             | Erlenbachstraße 45 LageFlur: 14, Flurstück: 152/2                                              | | 1895 bis 1905          | 50574 DDB  |
|                        |                                             | Hof-Gnadenthal-Straße 19 LageFlur: 14, Flurstück: 408/1                                        | |                        | 86998 DDB  |
| Schneidmühle           | Schneidmühle                                | Hof-Gnadenthal-Straße 23a, Emsbach (N.Fl.Gew.II) LageFlur: 8, 11, 16, Flurstück: 72, 79, 150/1 | | 1795 bis 1805          | 50572 DDB  |
| weitere Bilder         | Turm der katholischen Kirche und Grabkreuze | Kirchberg 5 LageFlur: 13, Flurstück: 427/2                                                     | | 1095 bis 1105          | 50571 DDB  |
|                        |                                             | Limburger Straße 111 LageFlur: 12, Flurstück: 235/2                                            | | 1905                   | 50575 DDB  |
|                        |                                             | Limburger Straße 115 LageFlur: 12, Flurstück: 243/1                                            | |                        | 50576 DDB  |
| Rathaus                | Rathaus                                     | Limburger Straße 120 LageFlur: 14, Flurstück: 81/3                                             | | 1828                   | 50577 DDB  |
|                        |                                             | Limburger Straße 129 LageFlur: 14, Flurstück: 339/1                                            | | 1876                   | 50578 DDB  |
|                        |                                             | Limburger Straße 134 LageFlur: 15, Flurstück: 56/4                                             | | Anfang 18. Jahrhundert | 50580 DDB  |
| Gasthaus               | Gasthaus                                    | Limburger Straße 151 LageFlur: 15, Flurstück: 208/144                                          | | 1895 bis 1905          | 50579 DDB  |
|                        |                                             | Limburger Straße 154 LageFlur: 15, Flurstück: 87                                               | | 1725 bis 1775          | 50581 DDB  |
|                        |                                             | Limburger Straße 156/158 LageFlur: 15, Flurstück: 88, 90/3                                     | | 1719                   | 50582 DDB  |
| weitere Bilder         |                                             | Limburger Straße 161 LageFlur: 15, Flurstück: 137                                              | |                        | 50583 DDB  |
| weitere Bilder         |                                             | Limburger Straße 163 LageFlur: 15, Flurstück: 145/3                                            | | 1695 bis 1705          | 50584 DDB  |
| Katholisches Pfarrhaus | Katholisches Pfarrhaus                      | Limburger Straße 170 LageFlur: 8, Flurstück: 63/1                                              | | 1900                   | 50585 DDB  |

### Oberselters
Karte mit allen Koordinaten des Stadtteils Oberselters: OSM
| Bild                                 | Bezeichnung                          | Lage                                                               | Beschreibung | Bauzeit              | Objekt-Nr. |
| ------------------------------------ | ------------------------------------ | ------------------------------------------------------------------ | --- | -------------------- | ---------- |
| weitere Bilder                       | Altes Rathaus und Schule             | Brunnenstraße 23/25 LageFlur: 1, Flurstück: 4/12, 4/13, 4/4        | | 1752 bis 1802        | 50586 DDB  |
| Katholische Pfarrkirche St. Antonius | Katholische Pfarrkirche St. Antonius | Brunnenstraße 36 LageFlur: 1, Flurstück: 77/1                      | | 1775 bis 1785        | 50587 DDB  |
| weitere Bilder                       | Emsbach-Brücke                       | Emsbach (N.Fl.Gew.II) (Brunnenstraße) LageFlur: 6, Flurstück: 37/1 | Zweibogige klassizistisch gegliederte Straßenbrücke mit Quaderverkleidung aus weißlichem Marmor über den Emsbach aus der 2. Hälfte des 19. Jahrhunderts. | Ende 19. Jahrhundert | 50588 DDB  |
| weitere Bilder                       | Ehemalige Hammermühle                | Hammersteg 6 LageFlur: 6, Flurstück: 160, 46                       | | 1780                 | 50589 DDB  |

### Schwickershausen
| Bild            | Bezeichnung                                       | Lage                                                                | Beschreibung | Bauzeit       | Objekt-Nr. |
| --------------- | ------------------------------------------------- | ------------------------------------------------------------------- | ------------ | ------------- | ---------- |
| weitere Bilder  | Bildstock                                         | Auf der Hub LageFlur: 3, Flurstück: 144                             |              | 1895 bis 1905 | 50591 DDB  |
| weitere Bilder  | Alte Schule                                       | Auf der Lück 17 LageFlur: 1, Flurstück: 133/1                       |              | 1835          | 50592 DDB  |
| Bild gesucht BW | Dombach-Brücke                                    | Dombach (Heiligenwaldstraße) LageFlur: 1, Flurstück: 252            |              | 1852          | 821639 DDB |
| weitere Bilder  | Katholische Pfarr- und Wallfahrtskirche St. Georg | Heiligenwaldstraße 1, Schulacker LageFlur: 1, Flurstück: 254, 264/3 |              | 1787          | 50594 DDB  |
| weitere Bilder  | Feldkreuz                                         | Spitzheck o. Nr. LageFlur: 3, Flurstück: 36                         |              | 1875 bis 1925 | 50590 DDB  |

### Würges
Karte mit allen Koordinaten des Stadtteils Würges: OSM
| Bild             | Bezeichnung                           | Lage                                                 | Beschreibung | Bauzeit       | Objekt-Nr. |
| ---------------- | ------------------------------------- | ---------------------------------------------------- | --- | ------------- | ---------- |
| Gesamtanlage     | Gesamtanlage                          | Gesamtanlage Würges Lage                             | Die Gesamtanlage Würges umfasst die Schulstraße und die Ferrutiusstraße bis Nummer 8 | 1745 bis 1755 | 50595 DDB  |
| weitere Bilder   | Posthoftor                            | Alsdorfer Straße 1 LageFlur: 3, Flurstück: 184/10    | | 1802          | 50598 DDB  |
| weitere Bilder   | Emsbach-Brücke                        | Emsbach (Schulstraße) LageFlur: 3, Flurstück: 64/1   | Zweibogige Bruchsteinbrücke aus der Mitte des 19. Jahrhunderts mit gerundetem Mittelpfosten, einem Gesims in Fahrbahnhöhe und Brüstungsmauern (teilweise rekonstruiert). | 1825 bis 1875 | 50603 DDB  |
|                  |                                       | Frankfurter Straße 150 LageFlur: 3, Flurstück: 253/1 | | 1725 bis 1775 | 50597 DDB  |
|                  |                                       | Schulstraße 3 LageFlur: 3, Flurstück: 29/1           | | 1725 bis 1775 | 50599 DDB  |
| weitere Bilder   | Posthoftor                            | Schulstraße 8 LageFlur: 3, Flurstück: 23/1           | |               | 50600 DDB  |
| weitere Bilder   | Katholische Pfarrkirche St. Ferrutius | Schulstraße 48 LageFlur: 3, Flurstück: 122/1         | Die katholische Kirche in Würges wurde in den Jahren 1833 bis 1835 durch Joh. Lossen erbaut. | 1838          | 50602 DDB  |
| Ehemalige Schule | Ehemalige Schule                      | Schulstraße 79 LageFlur: 1, Flurstück: 210/7         | 1829 wurde die heute denkmalgeschützte Schule errichtet. Der zweigeschossige, 7-achsige Putzfachwerkbau wurde außerhalb des älteren Ortskerns erbaut und ist eine typische größere Landschule nach dem nassauischen Schuledikt vom 24. März 1817. Das Dach erhält durch die Aufschieblinge an Traufen und Stützwalmen eine bewegte Form. | 1829          | 50601 DDB  |
| weitere Bilder   | Kapelle Zur Heiligen Familie          | Schwabacher Berg LageFlur: 2, Flurstück: 135         | Die kleine, neugotische Feldkapelle aus Backstein wurde 1908 durch eine Familie des Ortes erbaut, die damit ihr Gelöbnis über den Priesterberuf des Sohnes erfüllte. | 1908          | 50596 DDB  |